# Floribundaria floribundula
Floribundaria floribundula är en bladmossart som beskrevs av Fleischer 1905. Floribundaria floribundula ingår i släktet Floribundaria och familjen Meteoriaceae. Inga underarter finns listade i Catalogue of Life.